# 百草 (日野市)
百草（もぐさ）は、東京都日野市の町名である。七生地域に属する。隣接する多摩市にも同じ「百草」という町名があるが、元は日野市百草の飛び地であった。

## 地理
市内の南東端に広がる地域である。京王電鉄京王線や東京都道41号稲城日野線（川崎街道）の通る平地側は日野市落川と複雑に入り組んでいる。丘陵地側には京王百草園や、隣接する多摩市和田にまたがる都市再生機構（旧：日本住宅公団）百草団地が存在する。

### 隣接地区
市内
下記テンプレートを参照
市外
- 多摩市
  - 和田

### 河川
- 一級河川
  - 浅川
  - 程久保川

- 用水路
  - 落川用水

### 地価
住宅地の地価は、2024年（令和6年）7月1日の地価調査によれば、百草971番62の地点で11万4000円/m2となっている。

## 世帯数と人口
2025年（令和7年）8月1日現在（日野市発表）の世帯数と人口は以下の通りである。
- 世帯数 : 4,054世帯
- 人口 : 7,742人

### 人口の変遷
国勢調査による人口の推移。
| 年                 | 人口   |
| ------------------ | ------ |
| 1995年（平成7年）  | 10,060 |
| 2000年（平成12年） | 9,262  |
| 2005年（平成17年） | 8,409  |
| 2010年（平成22年） | 8,549  |
| 2015年（平成27年） | 8,137  |
| 2020年（令和2年）  | 7,950  |

### 世帯数の変遷
国勢調査による世帯数の推移。
| 年                 | 世帯数 |
| ------------------ | ------ |
| 1995年（平成7年）  | 3,934  |
| 2000年（平成12年） | 4,003  |
| 2005年（平成17年） | 3,607  |
| 2010年（平成22年） | 3,763  |
| 2015年（平成27年） | 3,742  |
| 2020年（令和2年）  | 3,875  |

## 学区
市立小・中学校に通う場合、学区は以下の通りとなる（2023年10月時点）。
| 番地 | 小学校                 | 中学校                 |
| --- | ---------------------- | ---------------------- |
| 1〜356番地、357番地の3 358〜365番地、366番地の2〜9 402〜403番地、1219〜1300番地 2001〜2101番地                                                                    | 日野市立日野第八小学校 | 日野市立三沢中学校     |
| 357番地の1〜6（357番地の3を除く） 366番地の1、367〜401番地 404〜916番地(914番地の85を除く) 917番地(917番地の1を除く) 918〜998番地 999番地の25・28、1000〜1079番地 | 日野市立七生緑小学校   | 日野市立三沢中学校     |
| 914番地の85 917番地の1(エステート百草) 999番地(百草団地、999番地の25・28除く)                                                                                     | 日野市立七生緑小学校   | 日野市立日野第三中学校 |

## 交通

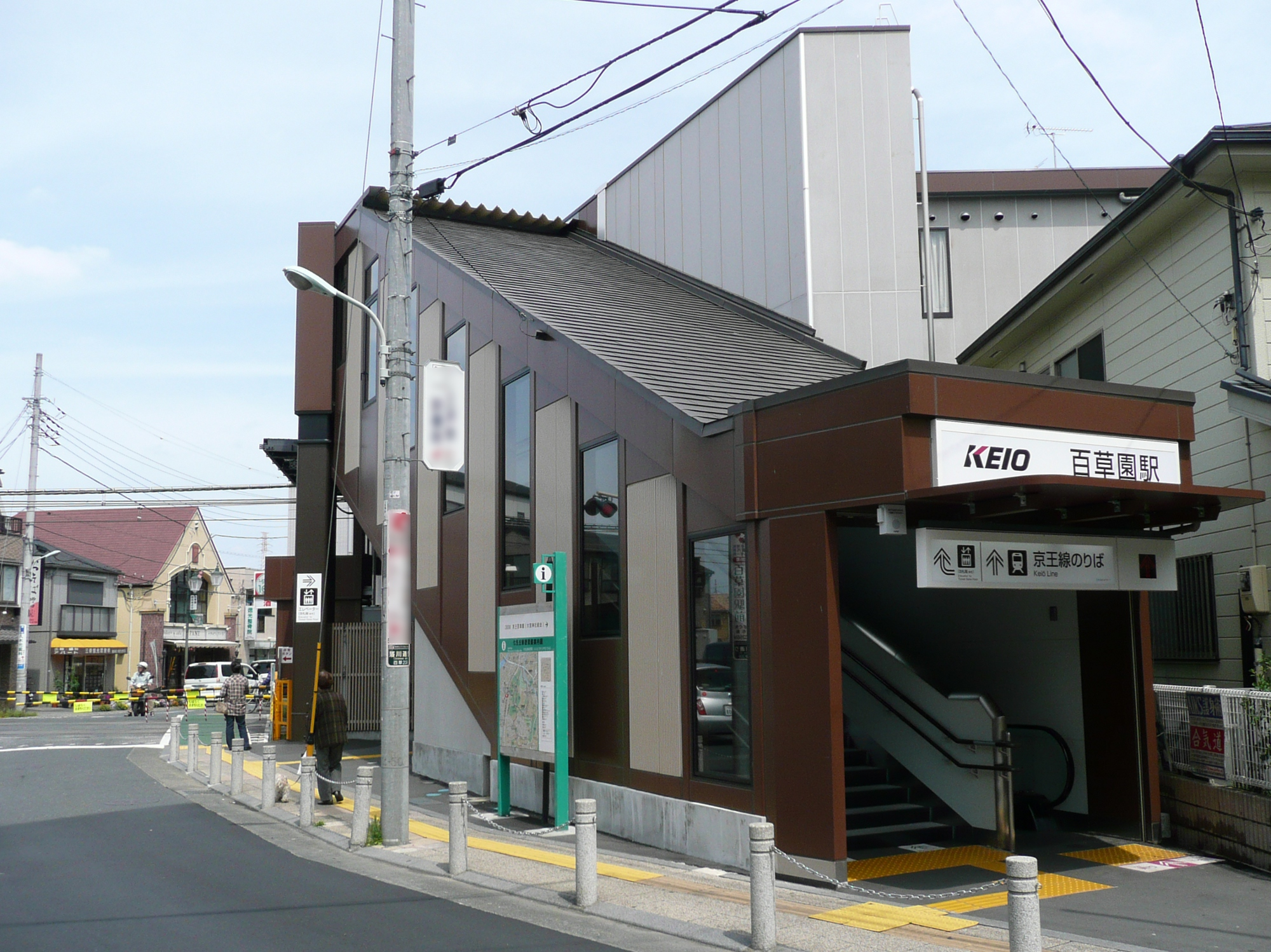
百草園駅南口

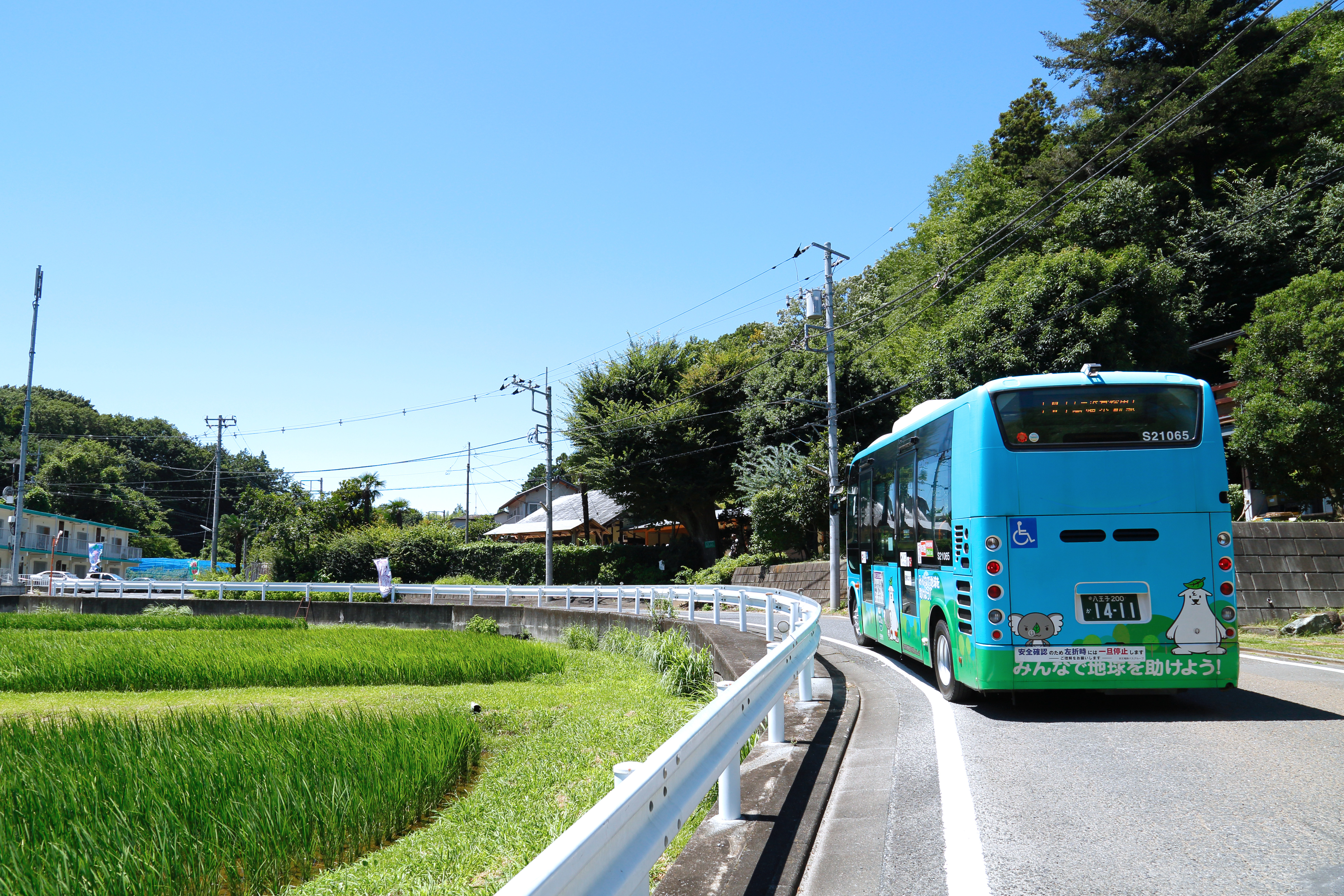
日野市百草の倉沢地区を走る日野市ミニバス三沢台路線

### 鉄道
- 京王電鉄
  - 京王線：百草園駅

### バス
- 京王電鉄バス（いずれも桜ヶ丘営業所が運行）
  - 高幡不動駅 - 帝京大学構内（京王電鉄バス）平日に急行あり
  - 高幡不動駅 - 百草団地（京王電鉄バス）

- 日野市ミニバス
  - 三沢台路線（高幡不動駅 - 三沢台 - 聖蹟桜ヶ丘駅）
  - 落川路線（高幡不動駅 - 落川 - 聖蹟桜ヶ丘駅）

### 道路
- 東京都道41号稲城日野線（川崎街道）

## 事業所
2021年（令和3年）現在の経済センサス調査による事業所数と従業員数は以下の通りである。
- 事業所数 : 139事業所
- 従業員数 : 1,297人

### 事業者数の変遷
経済センサスによる事業所数の推移。
| 年                 | 事業者数 |
| ------------------ | -------- |
| 2016年（平成28年） | 129      |
| 2021年（令和3年）  | 139      |

### 従業員数の変遷
経済センサスによる従業員数の推移。
| 年                 | 従業員数 |
| ------------------ | -------- |
| 2016年（平成28年） | 1,338    |
| 2021年（令和3年）  | 1,297    |

## 施設
公共施設
- 百草図書館
- 百草台児童館

教育機関
- 幼稚園・保育園
  - 百草台幼稚園
  - 百草台保育園
- 小学校・中学校
  - 日野市立七生緑小学校
- 大学・専門学校など
  - 杉野服飾大学日野キャンパス
  - 東電総合研修センター（旧称：東電学園）

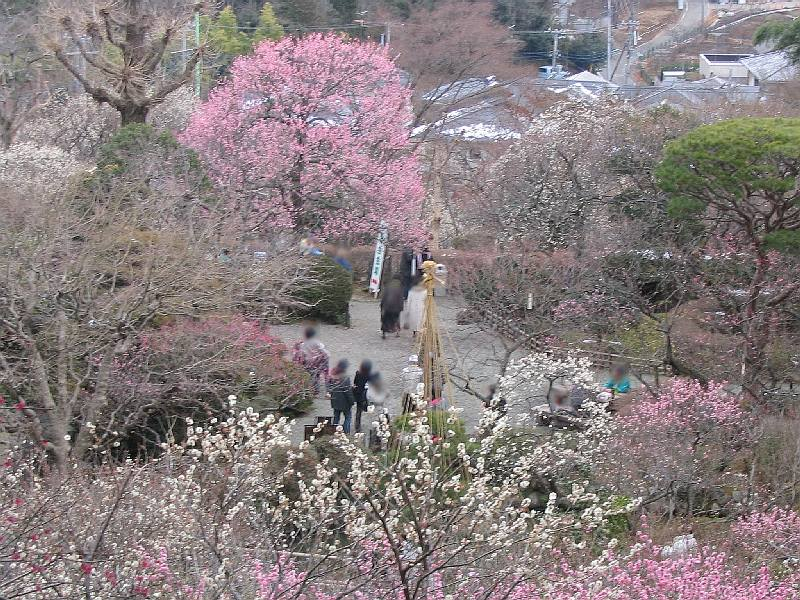
京王百草園の梅林

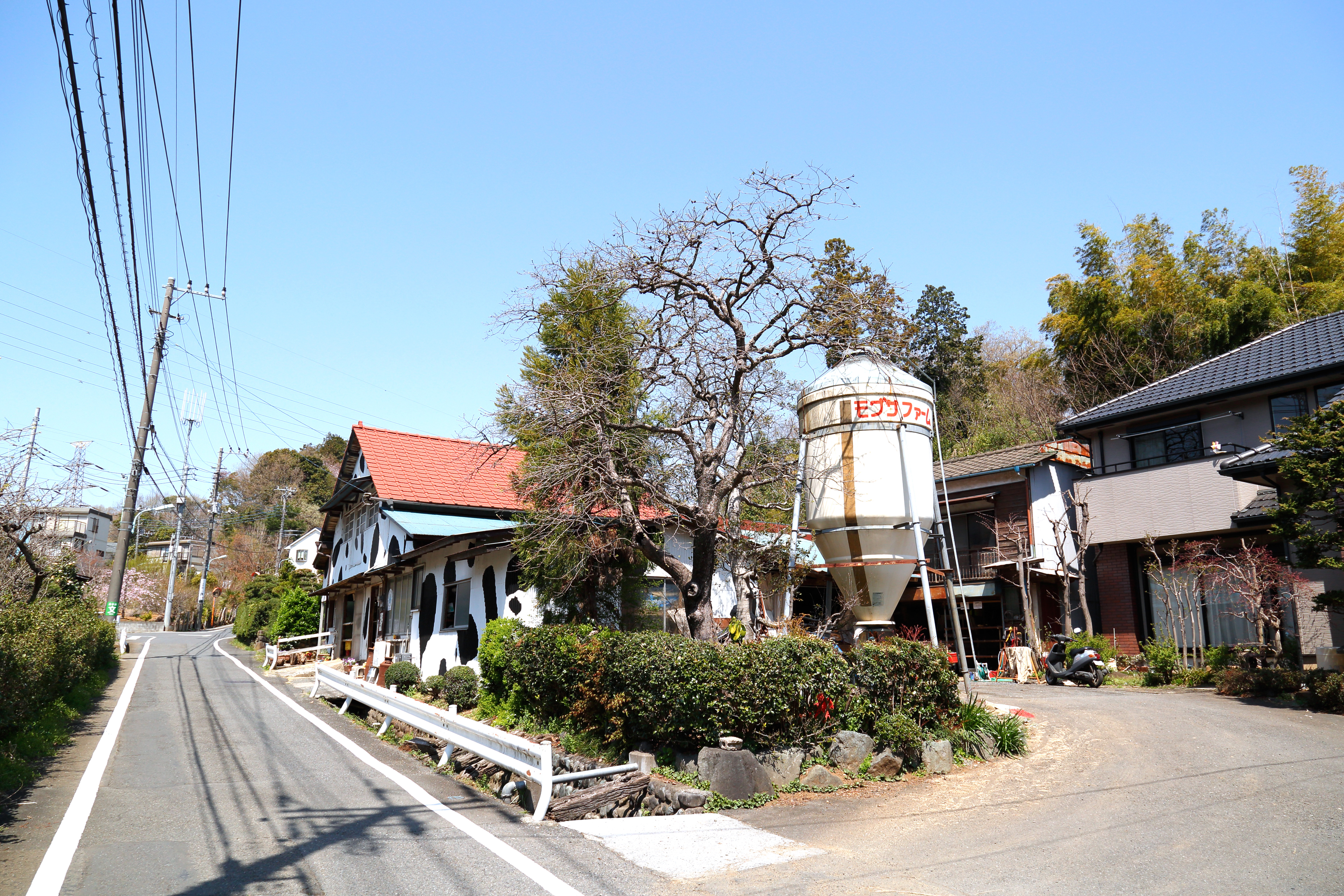
市内唯一の酪農農家「石坂ファーム」

  - マジオドライバーズスクール多摩校（旧称：多摩ドライビングスクール）

商業施設
- コンビニエンスストア
  - ファミリーマート百草園駅前店
  - ローソンストア100百草園
- スーパーマーケットなど
  - FUJIスーパー百草園店
  - スーパーヤマザキ百草店
- 飲食店・レストラン
  - 安楽亭百草園店
  - 幸楽苑百草園店
- その他
  - 百草石油（エッソ）聖蹟桜ヶ丘SS - ガソリンスタンド

観光施設
- 京王百草園

住宅団地
- UR百草団地

## その他

### 日本郵便
- 郵便番号 : 191-0033[3]（集配局 : 日野郵便局[15]）。